# (42482) Fischer-Dieskau
(42482) Fischer-Dieskau (1988 RT3) – planetoida z pasa głównego asteroid okrążająca Słońce w ciągu 3,68 lat w średniej odległości 2,38 j.a. Odkryta 8 września 1988 roku.